# Annika Saarikko
Annika Virpi Irene Saarikko, född 10 november 1983 i Oripää, är en finländsk politiker (Centern). Hon är Finlands vetenskaps- och kulturminister sedan 2019 och ledamot av Finlands riksdag sedan 2011. I september 2020 blev hon sitt partis ledare. Hon var Finlands familje- och omsorgsminister 2017–2019. Saarikko är filosofie magister.
Saarikko blev omvald i riksdagsvalet 2015 med 10 510 röster från Egentliga Finlands valkrets.
Saarikko var föräldraledig från tjänsten som Finlands vetenskaps- och kulturminister från augusti 2019 till augusti 2020. Hon ersattes under perioden av Hanna Kosonen.
Den 30 juli 2020 meddelade hon att hon skulle utmana sittande partiordförande Katri Kulmuni i valet om ordförandeposten för Centern. Hon valdes med en knapp absolut majoritet.
Hon inledde sin politiska bana i Centerns ungdomsförbund.
Den 15 februari 2024 meddelade Saarikko att hon avgår som partiordförande.

## Utmärkelser
- Kommendörstecknet av Finlands Vita Ros’ orden[6]

[Redigera Wikidata]